# NGC 1637
NGC 1637 (również PGC 15821 lub UGCA 93) – galaktyka spiralna z poprzeczką (SBc), znajdująca się w gwiazdozbiorze Erydanu. Odkrył ją William Herschel 1 lutego 1786 roku.
W galaktyce tej zaobserwowano do tej pory jedną supernową – SN 1999em.